# Aurèlia Orestil·la
Aurèlia Orestil·la (en llatí Aurelia Orestilla) va ser una dama romana de gran bellesa, però malgastadora, a qui Catilina va demanar en matrimoni. Es diu que ella primer es va oposar al matrimoni, objectant que ell ja tenia un fill d'un matrimoni anterior, però Catilina, per poder-se casar, va matar el fill, segons diuen Sal·lusti i Appià. Van tenir una filla que es va prometre amb el jove Cornifici l'any 49 aC.